# Чемпионат Европы по фигурному катанию 1909
Чемпионат Европы по фигурному катанию 1909 года проходил в Будапеште (Венгрия) 23-24 января. Соревновались только мужчины. Победу одержал Ульрих Сальхов.

## Участники
В чемпионате приняло участие 5 спортсменов из 4-х стран:

## Результаты
| Место | Имя            | Страна             | Баллы |
| ----- | -------------- | ------------------ | ----- |
| 1     | Ульрих Сальхов | Швеция             | 9     |
| 2     | Гильберт Фукс  | Германская империя | 15    |
| 3     | Пер Турен      | Швеция             | 18    |
| 4     | Карл Олло      | Российская империя | 31    |
| 5     | Шандор Урбари  | Венгрия            | 32    |

Судьи:
- C. Fillunger  Австрия
- Georg Helfrich  Российская империя
- Р. Холечек Германская империя
- E. Hörle  Швеция
- E. von Markus  Венгрия
- L. Niedermayer  Германская империя
- Оскар Улиг  Германская империя